# Gyeongsangbuk-do
Gyeongsangbuk-do is een provincie in het oosten van Zuid-Korea. De provincie wordt bestuurd vanuit het district Daegu. In het noorden grenst de provincie aan Gangwon-do, in het westen aan Jeollabuk-do en Chungcheongnam-do en in het zuiden aan de provincie Gyeongsangnam-do. De provincie ligt aan de Japanse Zee.
De oppervlakte van de provincie is 19.026 km2 en het inwoneraantal (31 december 2006) 2.718.298, waarmee er 143 inwoners per vierkante kilometer wonen. 47% woont in de steden (si).
De gemiddelde temperatuur is hier 14,1 ℃. Jaarlijks valt er gemiddeld 1280 mm regen, waarvan het overgrote deel in de zomer.
- De provinciale boom is de zelkova.
- De provinciale bloem is de lagerstroemia
- De provinciale vogel is de reiger

De economische activiteiten van de provincie verdelen zich als volgt:
- Primaire sector: 24,4% (bestaande uit voornamelijk vis en veeteelt)
- Secundaire sector: 18,8%
- Tertiaire sector: 56,8%

## Steden (Si)
- Andong-si (안동시; 安東市)
- Gimcheon-si (김천시; 金泉市)
- Gyeongju-si (경주시; 慶州市)
- Gyeongsan-si (경산시; 慶山市)
- Gumi-si (구미시; 龜尾市)
- Mungyeong-si (문경시;聞慶市)
- Pohang-si (포항시; 浦項市)
- Sangju-si (상주시; 尙州市)
- Yeongcheon-si (영천시; 永川市)
- Yeongju-si (영주시; 榮州市)

## Districten (Gun)
- Bonghwa-gun (봉화군; 奉化郡)
- Cheongdo-gun (청도군; 淸道郡)
- Cheongsong-gun (청송군; 靑松郡)
- Chilgok-gun (칠곡군; 漆谷郡)
- Goryeong-gun (고령군; 高靈郡)
- Seongju-gun (성주군; 星州郡)
- Uiseong-gun (의성군; 義城郡)
- Uljin-gun (울진군; 蔚珍郡)
- Ulleung-gun (울릉군; 鬱陵郡)
- Yecheon-gun (예천군; 醴泉郡)
- Yeongdeok-gun (영덕군; 盈德郡)
- Yeongyang-gun (영양군; 英陽郡)